# Karabin Winchester M1866
Winchester M1866 – amerykański karabin powtarzalny z II połowy XIX wieku. Pierwszy produkt firmy Winchester Repeating Arms Company, który zapoczątkował jej cieszącą się ogromną popularnością serię karabinów z charakterystycznymi zamkami dwutaktowymi przeładowywanymi dźwignią (lever-action). 

## Historia

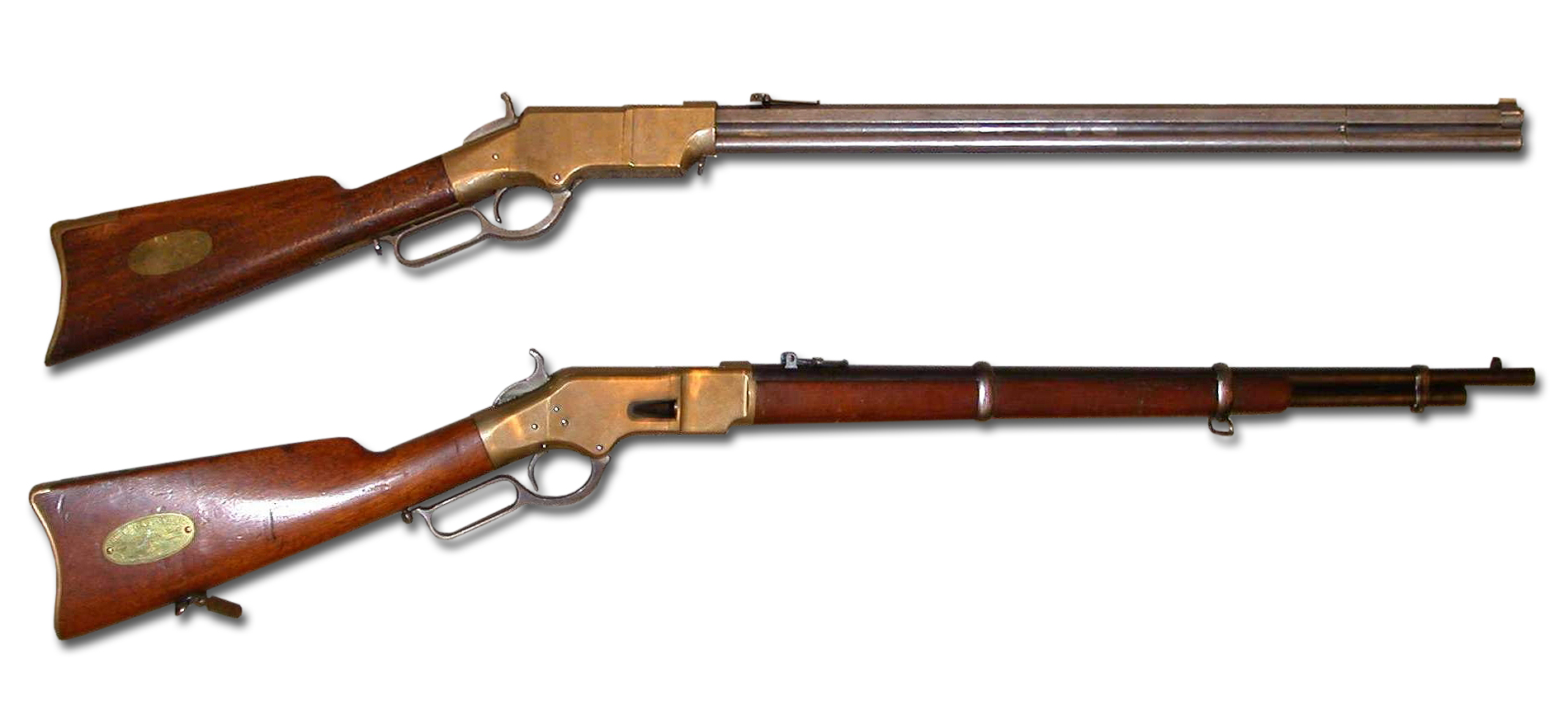
Karabin Henry (na górze)
Winchester M1866 (na dole)

Winchester M1866 był udoskonaloną wersją karabinu Henry'ego z 1858 r., o bardzo zbliżonej konstrukcji i zasilaną tym samym nabojem – .44 Henry. Główną różnicę stanowiła natomiast zmiana systemu ładowania. Magazynek miał postać oddzielnej względem lufy w pełni zamkniętej rury ze sprężyną i popychaczem, do której naboje wprowadzono przez umieszczone z boku komory zamkowej okno. Wyeliminowało to jedną z głównych wad protoplasty – otwarty od dołu magazynek, wrażliwy na zanieczyszczenia. Oprócz tego dodano również łoże przednie . 
Karabin M1866 miał komorę zamkową wykonaną z mosiądzu i z tego powodu był znany jako Yellowboy (żółty chłopiec). Zastosowanie stosunkowo słabego materiału do wykonania komory zamkowej było możliwe, ponieważ był on zasilany stosunkowo słabą amunicją bocznego zapłonu. Od 1873 r. Winchester wprowadził do produkcji nowy karabin M1873 zasilany amunicją z zapłonem centralnym, jednak produkcję M1866 kontynuowano jeszcze do 1898 r.
Karabin Winchester M1866 był używany przez armię francuską (w czasie wojny francusko-pruskiej) i turecką (w czasie wojny rosyjsko-tureckiej – w zakładach Winchestera zamówiono Winchestera 50 000 egz.).

## Wersje

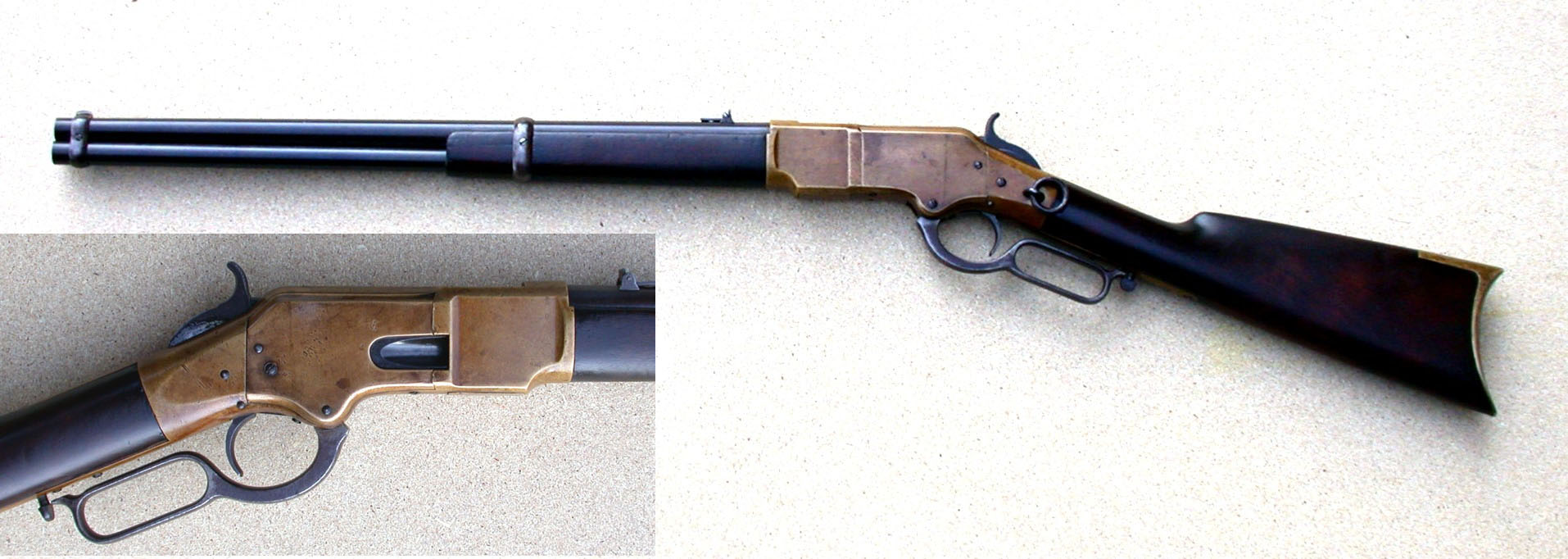
wersja carbine

- Musket – wersja z lufą okrągłą o długości 686 mm, magazynkiem 17-nab. i zaczepem bagnetu.
- Rifle – wersja z lufą ośmiokątną o długości 610 mm, magazynkiem 17-nab.
- Carbine – wersja z lufą okrągłą 508 mm, magazynkiem 13-nab.

## Opis techniczny
Winchester M1866 był bronią powtarzalną, z zamkiem dwutaktowym, przeładowywaną dźwignią. Zamek ryglowany układem dźwigni. Zasilanie ze stałego magazynka rurowego umieszczonego pod lufą. Mechanizm spustowy z kurkiem zewnętrznym. Łoże i kolba drewniane, z integralnym chwytem pistoletowym. Mechaniczne przyrządy celownicze składające się z regulowanego celownika  i muszki.